# Michajlovo (distrikt i Bulgarien, Vratsa)
Michajlovo (bulgariska: Михайлово) är ett distrikt i Bulgarien.   Det ligger i kommunen Obsjtina Chajredin och regionen Vratsa, i den nordvästra delen av landet, 100 km norr om huvudstaden Sofia.
Trakten runt Michajlovo består till största delen av jordbruksmark. Runt Michajlovo är det ganska glesbefolkat, med 32 invånare per kvadratkilometer.